# Деймиън Дъф
Деймиън Дъф (на английски: Damien Duff) е ирландски футболист, роден на 2 март 1979 г. в Балибоудън, Ирландия. Той е висок 175 см и тежи 81 кг. Неговата позиция е халф. Във Фулъм той играе с номер 16.

## Биография
Професионалната му кариера започва във ФК Блекбърн Роувърс през 1996 г. Дебютът му в основния състав е през 1997 г. в последния мач от сезона 1996/1997 на Английската висша лига срещу ФК Лестър Сити.
|  | Тази страница частично или изцяло представлява превод на страницата „Дафф, Дэмьен“ в Уикипедия на руски. Оригиналният текст, както и този превод, са защитени от Лиценза „Криейтив Комънс – Признание – Споделяне на споделеното“, а за съдържание, създадено преди юни 2009 година – от Лиценза за свободна документация на ГНУ. Прегледайте историята на редакциите на оригиналната страница, както и на преводната страница, за да видите списъка на съавторите. ВАЖНО: Този шаблон се отнася единствено до авторските права върху съдържанието на статията. Добавянето му не отменя изискването да се посочват конкретни източници на твърденията, които да бъдат благонадеждни. |